# Sericoidini
Sericoidini is een tribus uit de familie van bladsprietkevers (Scarabaeidae). 